# Tonga ai Giochi della XXV Olimpiade
Tonga ha partecipato alle olimpiadi estive 1992 a Barcellona, Spagna.

## Atletica leggera

### Maschile
Eventi di corsa e prova su strada
| Atleta        | Evento         | Batteria | Batteria  | Semifinale      | Semifinale      | Finale          | Finale          |                 |
| Atleta        | Evento         | Tempo    | Posizione | Tempo           | Posizione       | Tempo           |                 |                 |
| ------------- | -------------- | -------- | --------- | --------------- | --------------- | --------------- | --------------- | --------------- |
| Tolutau Koula | 100 m          | 10.85    | 43°       | non qualificato | non qualificato | non qualificato | non qualificato | non qualificato |
| Paeaki Kokohu | 400 m ostacoli | 56.99    | 56°       | non qualificato | non qualificato | non qualificato | non qualificato | non qualificato |